# California Guitar Trio
Das California Guitar Trio oder kurz CGT ist eine Instrumentalmusik-Band bestehend aus drei Gitarristen, die 1991 gegründet wurde.

## Bandgeschichte
Paul Richards aus Salt Lake City, Bert Lams aus Brüssel und Hideyo Moriya aus Tokio lernten sich 1987 in England bei einem Guitar-Craft-Kurs unter der Regie von Robert Fripp kennen. Nachdem sie mehrere dieser anerkannten Kurse abgeschlossen hatten, gingen sie mit Fripps League of Crafty Guitarists bis zu dessen Auflösung auf Welttournee. Mit dem Wunsch nach weiterer Zusammenarbeit ließen sich die drei in Los Angeles nieder und gründeten 1991 das California Guitar Trio, mit dem sie fortan einen Mix aus Eigenkompositionen, Surfmusik-Covern und Klassik-Bearbeitungen schufen.
Ihre Einflüsse decken ein Spektrum aus den Feldern Klassik, Rock, Blues, Jazz, Weltmusik, Bluegrass und, als wesentlichen kalifornischen Musikstil, Surfmusik ab. Die als virtuos geltenden und mit einer Prise Humor präsentierten Darbietungen richten sich vor allem an ein Publikum aus den Hörerkreisen des Progressive Rock, der akustischen Musik und der Klassik.
Musik des CGT kam als musikalische Untermalung der Berichterstattung zu den Olympischen Spielen von 1998 und 2000 auf den amerikanischen Sendern CBS, NBC, CNN WorldBeat und ESPN TV zum Einsatz. Auf Tony Levins CD Pieces of the Sun spielte das CGT den Titel Apollo ein, der 2003 für einen Grammy Award nominiert wurde. Musik des CGT wurde als Weckruf an die Crew des NASA-Space-Shuttles Endeavour ins All ausgestrahlt.
Zu den Namen, mit denen das California Guitar Trio auf einer Bühne stand, zählen King Crimson, John McLaughlin, David Sylvian, Tito Puente, Taj Mahal, Steve Lukather, Simon Phillips, Tony Levin, Jon Anderson, Rick Wakeman und weitere.
Seit der Gründung erschienen zwölf CDs: Sieben Studioalben mit Eigenkompositionen und Klassikadaptionen wie die Toccata und Fuge d-Moll BWV 565 und den Anfang von Beethovens 5. Sinfonie, vier Livealben und ein Weihnachtsalbum mit bekannter und weniger bekannter Weihnachtsmusik.

## Diskografie
- The California Guitar Trio (1991; in der offiziellen CGT Diskographie nicht enthalten)
- Yamanashi Blues (1993)
- Invitation (1995)
- Pathways (1998)
- An Opening Act – Live on tour with King Crimson (1999)
- Monday Night in San Francisco (2000)
- Rocks the West (2000)
- Ten Christmas Songs (2001)
- Live at the Key Club (2001)
- CG3+2 (2002)
- The First Decade (2003)
- Whitewater (2004)
- Echoes (2008)
- Andromeda (2010)
- Masterworks (2012)